# بزرگ بیشه محله
بزرگ بیشه محله یک روستا در ایران است که در استان مازندران واقع شده‌است. بزرگ بیشه محله ۱٬۲۹۲ نفر جمعیت دارد.